# Dioryctria sylvestrella
Dioryctria sylvestrella – gatunek motyla z rodziny omacnicowatych. Zasiedla lasy iglaste i wrzosowiska Palearktyki. Gąsienice żerują na różnych częściach nadziemnych sosen, a rzadziej świerków. Szczególne znaczenie gospodarcze ma w strefie śródziemnomorskiej jako szkodnik sosny nadmorskiej.

## Taksonomia
Gatunek ten opisany został po raz pierwszy w 1840 roku przez Juliusa T.C. Ratzeburga pod nazwą Phalaena sylvestrella. Jako miejsce typowe wskazano Ratyzbonę w środkowej Bawarii.

## Morfologia
Samce osiągają od 12 do 15,5 mm, a samice od 13 do 16 mm długości przedniego skrzydła; rozpiętość skrzydeł wynosi od 28 do 35 mm. Głowa zaopatrzona jest w głaszczki wargowe o trzecim członie trzykrotnie krótszym od drugiego i czułki o długości od 8 do 11 mm. U samicy czułki są nitkowate, u samca zaś piłkowane i z kępką łusek przykrywającą cztery ich człony.
Przednie skrzydło porastają łuski barwy szarej, czarnej, białawej i rdzawoczerwonej, formujące nakrapianie oraz wzór z czterema liniami i jedną plamką. Nie sięgająca do żyłki kostalnej linia przedśrodkowa kontrastuje w części odsiebnej z czarną kreską. Linia środkowa również kontrastuje w części odsiebnej z czarną kreską, przynajmniej tak szeroką jak ona. Nerkowata plamka środkowa (łac. stigma discalis) ma białawe zabarwienie i kontrastuje z przyciemnieniem. Linia zaśrodkowa tworzy dwa łuki połączone silnym zębem pośrodku, a do żyłki kostalnej dochodzi  pod kątem większym niż 60°. Delikatną, czarną linię końcową zwykle przerywają łuski barwy szarawobiałej. Strzępina jest ubarwiona brązowawo-szaro. Tylne skrzydło jest jasnobeżowe z ciemniejszym obrzeżeniem i jasnoszarą strzępiną.
U samca środkowa płytka ósmego sternitu odwłoka ma na wierzchołku krótki wyrostek odgraniczony rowkiem.  Genitalia samca cechuje ampułkowaty sakulus, znacznie dłuższe niż połowa długości genitaliów winkulum, unkus o wypukłych brzegach bocznych i wierzchołku w formie prostokąta z zaokrąglonymi rogami, walwa z rejonem oszczecinionym tak długim jak, mająca listewki w części końcowej, haczykowaty wierzchołek i pozbawiona kolca przedwierzchołkowego kosta. Sam fallus ma w wezyce ponad 60 małych i cienkich cierni, natomiast pozbawiony jest cierni dużych. Samica ma przewody torebki kopulacyjnej pięciokrotnie dłuższe niż szerokie, proste, na przedzie rozszerzone, wyposażone w płat tylny oraz na całej długości zaopatrzone w podłużnie pomarszczone colliculum, natomiast pozbawione wyrostków przednio-bocznych.

## Biologia i ekologia

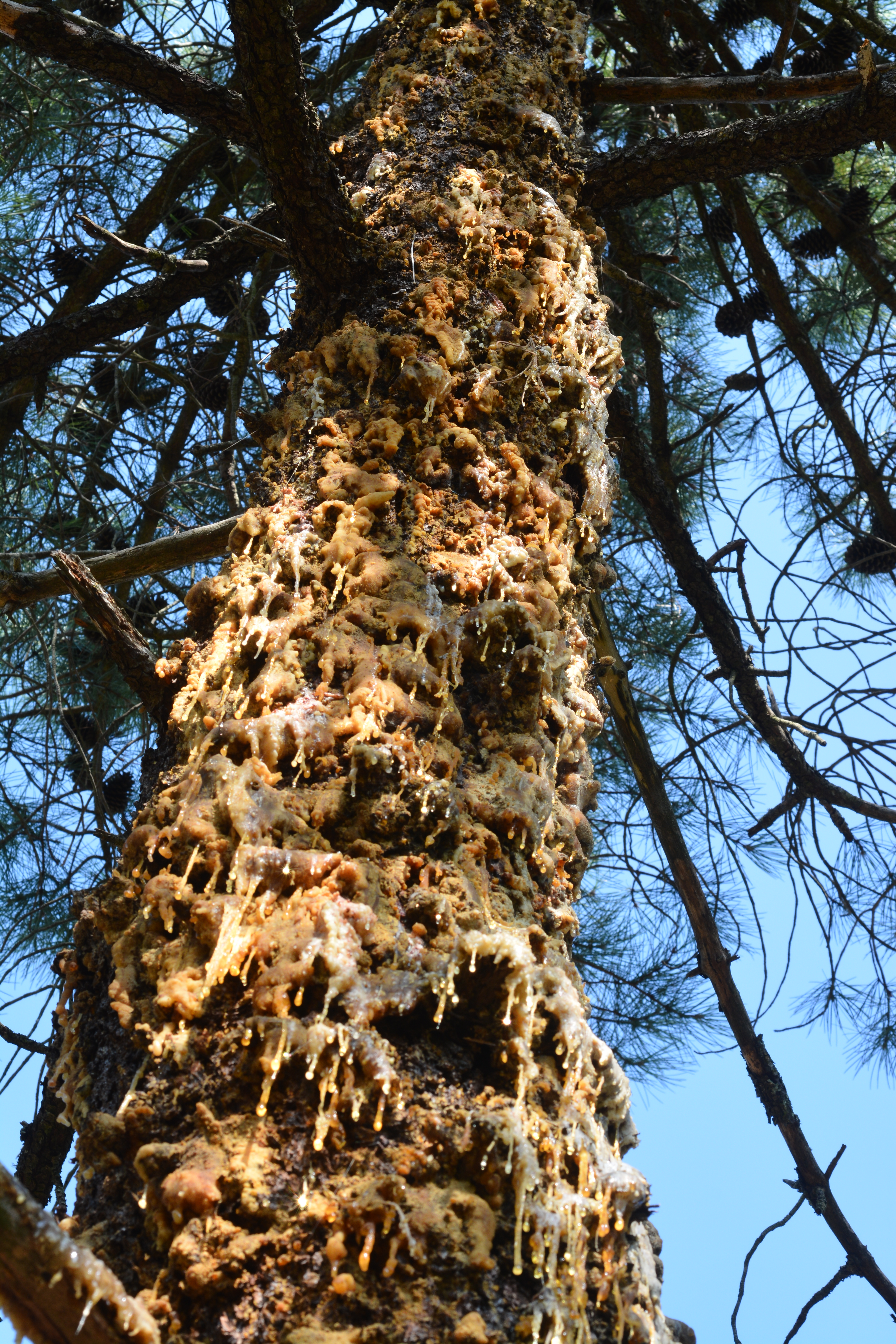
Sosna nadmorska opadnięta przez gąsienice Dioryctria sylvestrella

Owad ten zasiedla lasy iglaste i wrzosowiska.
Różowe lub zielonkawe gąsienice są fitofagami, żerującymi na szyszkach, pąkach, pędach i pniach roślin iglastych z rodzaju sosna, a rzadziej świerk. Spośród sosen jako jej rośliny żywicielskie wymienia się: sosnę alepską, czarną, karaibską, Merkusa, nadmorską, pospolitą, pinię i wiotką. W Europie Środkowej chętnie wybierane są drzewa uszkodzone mechanicznie lub zainfekowane rdzami Endocronartium pini i Endocronartium strobi – wywołane przez nie uszkodzenia pozwalają na wniknięcie gąsienic do łyka. Drążone przez gąsienicę korytarze wzmagają produkcję żywicy, która miesza się z jej sypkimi odchodami. Zimowanie larwy ma miejsce wewnątrz chodnika.
Imagines latają od czerwca do września.

## Rozprzestrzenienie
Gatunek palearktyczny, wykazany z większości krajów Europy (w tym z Polski), palearktycznej Azji i Afryki Północnej. Jest pospolitszy w południowej części zasięgu, aczkolwiek w Europie sięga na północ po koło podbiegunowe.

## Znaczenie gospodarcze
W gospodarce leśnej gatunek ten uznawany jest za szkodnika sosen, w tym jednego z najważniejszych szkodników sosny nadmorskiej, wykorzystywanej w regionie śródziemnomorskim nie tylko jako źródło drewna i żywicy, ale także jako stabilizator wydm. Żerowanie gąsienic prowadzi do wyciekania dużych ilości żywicy, co skutkuje osłabieniem drzewa i narażeniem go na infekcje.